# Oostenrijk op de Olympische Winterspelen 1928
Tijdens de Olympische Winterspelen van 1928, die in Sankt Moritz (Zwitserland) werden gehouden, nam Oostenrijk voor de tweede keer deel.

## Medailleoverzicht
| Sport       | Olympiër                     | Discipline | Medaille |
| ----------- | ---------------------------- | ---------- | -------- |
| Kunstrijden | Willy Böckl                  | mannen     | Zilver   |
| Kunstrijden | Fritzi Burger                | vrouwen    | Zilver   |
| Kunstrijden | Lilly Scholz Otto Kaiser     | paarrijden | Zilver   |
| Kunstrijden | Melitta Brunner Ludwig Wrede | paarrijden | Brons    |

## Deelnemers en resultaten

### Bobsleeën
| Olympiër                                                                  | Discipline                | Resultaat | Prestatie                        |
| ------------------------------------------------------------------------- | ------------------------- | --------- | -------------------------------- |
| Gustav Mader Ferdinand Langer Franz Pamperl Walter Sehr Hugo Weinstengel  | 4/5-mansbob Oostenrijk I  | dnf       | gediskwalificeerd (1.44,2 / dsq) |
| Franz Lorenz Benno Karner Richard Lorenz Franz Wohlgemuth Eduard Pechanda | 4/5-mansbob Oostenrijk II | 22e       | 3.42,0 (1.42,3 / 1.49,7)         |

De reserves bij het bobsleeën, F. Langer, L. Hasenknopf en O. Wenzel namen niet deel.

### Kunstrijden
| Olympiër                     | Discipline | Resultaat | Prestatie               |
| ---------------------------- | ---------- | --------- | ----------------------- |
| Willy Böckl                  | mannen     | Zilver    | pc. 13; 1625,50 punten  |
| Karl Schäfer                 | mannen     | 4e        | pc. 35; 1463,75 punten  |
| Ludwig Wrede                 | mannen     | 8e        | pc. 53; 1368,75 punten  |
| Fritzi Burger                | vrouwen    | Zilver    | pc. 25; 2248,50 punten  |
| Melitta Brunner              | vrouwen    | 7e        | pc. 48; 2087,50 punten  |
| Ilse Hornung                 | vrouwen    | 8e        | pc. 54; 2050,75 punten  |
| Grete Kubitschek             | vrouwen    | 17e       | pc. 110; 1778,50 punten |
| Lilly Scholz Otto Kaiser     | paarrijden | Zilver    | pc. 14; 100,50 punten   |
| Melitta Brunner Ludwig Wrede | paarrijden | Brons     | pc. 14; 100,50 punten   |

### Langlaufen
| Olympiër          | Discipline | Resultaat | Prestatie |
| ----------------- | ---------- | --------- | --------- |
| Harald Paumgarten | 18 km (m)  | 17e       | 1:51.43   |

### Noordse combinatie
| Olympiër          | Discipline | Resultaat | Prestatie                                                          |
| ----------------- | ---------- | --------- | ------------------------------------------------------------------ |
| Harald Paumgarten | mannen     | 17e       | 11,854 punten 18 km: 12,750 (1:51.43) schans: 10,958 (38,5+38,0 m) |

### Schaatsen
| Olympiër      | Discipline   | Resultaat | Prestatie |
| ------------- | ------------ | --------- | --------- |
| Fritz Moser   | 500 m (m)    | 18e       | 46,7      |
| Fritz Moser   | 1500 m (m)   | 16e       | 2.31,1    |
| Fritz Moser   | 5000 m (m)   | 27e       | 9.57,8    |
| Otto Polacsek | 500 m (m)    | 21e       | 47,5      |
| Otto Polacsek | 5000 m (m)   | 8e        | 9.08,9    |
| Otto Polacsek | 10.000 m (m) | 3e        | 20.00,9   |
| Rudolf Riedl  | 500 m (m)    | 24e       | 49,1      |
| Rudolf Riedl  | 1500 m (m)   | 22e       | 2.37,8    |
| Rudolf Riedl  | 5000 m (m)   | 26e       | 9.53,5    |
| Rudolf Riedl  | 10.000 m (m) | 4e        | 20.21,5   |

### Schansspringen
| Olympiër     | Discipline | Resultaat | Prestatie                   |
| ------------ | ---------- | --------- | --------------------------- |
| Harald Bosio | mannen     | 29e       | 12,062 punten (36,5+52,0 m) |

### Skeleton
| Olympiër           | Discipline | Resultaat | Prestatie                         |
| ------------------ | ---------- | --------- | --------------------------------- |
| Franz Unterlechner | mannen     | 6e        | 3.13,5 (1.05,9 / 1.03,4 / 1.04,2) |
| Louis Hasenknopf   | mannen     | 8e        | 3.36,7 (1.15,4 / 1.10,9 / 1.10,4) |

### IJshockey
| Olympiër | Discipline    | Resultaat | Prestatie                                                           |
| --- | ------------- | --------- | ------------------------------------------------------------------- |
| Herbert Brück Walter Brück Jacques Dietrichstein Hans Ertl Josef Göbl Hans Kail Herbert Klang Ulrich Lederer Walter Sell Reginald Spevak Hans Tatzer Harry Weiß | ijshockey (m) | 5e        | groepsfase: 4-4 Oostenrijk - Zwitserland 0-0 Oostenrijk - Duitsland |

Argentinië · België · Canada · Duitsland · Estland · Finland · Frankrijk · Groot-Brittannië · Hongarije · Italië · Japan · Joegoslavië · Letland · Litouwen · Luxemburg · Mexico · Nederland · Noorwegen · Oostenrijk · Polen · Roemenië · Tsjecho-Slowakije · Verenigde Staten · Zweden · Zwitserland